# Latin Settlement
„Lateinische Kolonie“ oder „Latin Settlement“ ist die Bezeichnung mehrerer in den 1840er Jahren gegründeter Siedlungen – überwiegend in Texas und Missouri, aber auch in anderen US-Staaten –, in denen sich deutsche Intellektuelle (Freidenker und humanistisch gebildete Intellektuelle, so genannte „Lateiner“) zusammenfanden, um sich gemeinsam mit der deutschen Literatur, Philosophie, klassischer Musik und der lateinischen Sprache zu beschäftigen.

## Geschichte
Als Konsequenz ihres politischen Kampfes in Deutschland im Rahmen der Märzrevolution von 1848 sahen sich viele Professoren und Studenten gezwungen, nach Nordamerika zu emigrieren, um einerseits der strafrechtlichen Verfolgung zu entgehen oder andererseits in den nordamerikanischen Staaten, die sich damals noch im Aufbau befanden, ihr politisches Idealbild eines „freien deutschen Staates“ in Texas umzusetzen: „Ubi libertas, ibi patria – Wo die Freiheit ist, dort ist mein Vaterland.“ Diese Flüchtlinge der Jahre ab 1848 wurden später – als Nachfolger der „Dreißiger“ – auch Forty-Eighters genannt. Schon ab 1832/1833 waren immer wieder Gruppen deutscher Intellektueller nach Nordamerika gekommen.
Die meisten von ihnen siedelten, da viele von ihnen unterstützt durch Vereine wie die Gießener Auswanderungsgesellschaft oder den Mainzer Adelsverein organisiert auswanderten, in den Vereinigten Staaten in geschlossenen Siedlungen, die man „Latin Settlements“ nannte.
Doch war diesen Siedlungen nur eine kurze Lebensdauer beschieden: Die Siedler waren junge Abenteurer oder Lateiner, manchmal auch beides, aber keinesfalls Farmer. Daher zogen die meisten nach dem Bürgerkrieg in größere Städte wie San Antonio oder Houston weiter und die „Latin Settlements“ verfielen langsam.
Eine Beschreibung der damaligen Lebensumstände deutscher Siedler schrieb Eckehard Koch:

„Frederick Law Olmsted, ein Landschaftsarchitekt und Reisender in Texas, suchte diese Deutschen auf und beschrieb sie und ihre Wunderlichkeiten. Danach hatten sie wertvolle Madonnen an Holzwänden, tranken Kaffee aus Zinntassen, die auf Untertassen aus wertvollem Dresdner Porzellan standen, sie spielten Klavier und hatten Truhen, die halb mit Büchern und halb mit Kartoffeln gefüllt waren. Nach dem Abendessen kamen sie meilenweit zu einem Treffpunkt in einem Blockhaus, wo sie sangen, spielten und tanzten. Aber der Versuch dieser Utopisten musste scheitern und zur Farce entarten. Es stellte sich bald heraus, dass sie nicht wirklich glücklich waren, auch wenn sie mit niemandem tauschen wollten. Der deutschamerikanische Schriftsteller Friedrich Kapp traf 1867 auf seiner Reise nach Texas einen alten Studienkollegen, der ihn über seine Situation aufklärte: ‚Ich bin nicht glücklich im wahrsten Sinn des Wortes, aber auch nicht unglücklich, denn ich lebe frei und ungezwungen. Ich bin von nichts abhängig, außer von meinen Ochsen und dem Wetter. Nichts hindert mich an meinen Plänen und Vorhaben, außer daß ich kein Geld habe. Nichts hält mich ab, meine revolutionären Gefühle auszudrücken, außer daß ich keine Zuhörer habe.‘ Am Abend nach der Begegnung nahm Kapp an einem Treffen der ‚Lateinbauern‘ teil. Die Zusammenkunft begann als der Versuch, die alte Heidelberger Studentenzeit, ihre Gebräuche, ihre Lieder und ihre Gelage zu neuem Leben zu erwecken, aber sie endete mit nichtsnutzigen Gesprächen: ‚Unser Leben hier wäre ganz erträglich, wenn wir nur eine Kegelbahn hätten.‘“

## Siedlungen
Die historisch offiziell als „Latin Settlement“ benannten fünf Siedlungen sind:
- Bettina, Llano County, 1847 benannt nach Bettina von Arnim
- Latium, Washington County (Texas); als dessen Gründer gilt der Deutsche Victor Witte (1820–1900), zu den ersten Siedlern gehörten der Künstler Rudolph Melchior und Wittes Schwager, der Ingenieur Hermann Rogalla von Bieberstein.
- Millheim, Austin County
- Sisterdale, Kendall County, 1847 baute Nicolaus Zink das erste Haus, 1849 gründete Ernst Kapp die Siedlung
- Tusculum, Kendall County, 1849 gegründet, 1852 in Boerne umbenannt nach dem deutschen Autoren und Publizisten Ludwig Börne.

Auch folgende texanische Orte werden gelegentlich hinzugezählt:
- Castell, Llano County
- Comfort, Kendall County
- Frelsburg, Colorado County
- Leiningen, Llano County
- Meyersville, DeWitt County
- Ratcliffe, DeWitt County
- Round Top (Texas), Fayette County
- Schoenburg, Llano County
- Shelby, Austin County

oder in anderen Bundesstaaten z. B. auch
- Dutzow (Missouri), Warren County
- Belleville (Illinois), St. Clair County

## Latin Settlers
- Behr, Ottmar Baron von (1810–1856), ein Freund Alexander von Humboldts und Bettina von Arnims; er war auch mit Hermann Spieß (s. u.) bekannt
- Ernst, Caroline (1819–1902), Ehefrau von Albrecht von Roeder (s. u.) und Tochter des Friedrich Ernst (s. u.)
- Ernst, Friedrich (1796–1848), erster deutscher Siedler in Texas; Vater der Caroline Ernst (s. o.)
- Fröbel, Julius (1805–1893), Rechtsanwalt, Politiker und Mitglied der Frankfurter Nationalversammlung
- Kapp, Ernst (1808–1896), Pädagoge, Philologe, Philosoph und Geograf
- Kleberg, Robert Justus (1803–1888), Soldat im texanischen Unabhängigkeitskampf und amerikanischen Bürgerkrieg, mehrmals Friedensrichter und Commissioner
- Lindheimer, Ferdinand (1801–1879), „Vater der texanischen Botanik“, Botaniker und Zeitungsverleger
- Melchior, Rudolph (1836–1867), Kunsthandwerker und Künstler
- Meusebach, Otfried Hans Freiherr von (1812–1897), nannte sich in den USA als zweiter Generalkommissar des „Mainzer Adelsvereins“ nur John O. Meusebach und war zuletzt texanischer Senator; über ihn weiß man, dass er, wenn er zuhause in Loyal Valley (Mason County) in seinem Naturstein-Bottich badete, regelmäßig lateinische Verse deklamierte, da schließlich auch das Baden römischen Ursprungs sei. Sein eigener Grabstein trägt noch heute die lateinische Inschrift Tenax Propositi („Beharrlich im Vorsatz“ – Horaz, Carmen III 3,1).
- Nassau-Weilburg, Adolph von (1817–1905), gründete 1843 die nach ihm benannte Plantage Nassau in Round Top, welche er dem Mainzer Adelsverein als Eigentum vermachte
- Roeder, Albrecht von (1811–1857), Ehemann von Caroline Ernst (s. o.), Farmer in Catspring (Austin County), Schwager von Robert Justus Kleberg (s. o.)
- Rogalla von Bieberstein, Hermann (1823–1906), Zivilingenieur und Landvermesser in Texas
- Romberg, Johannes (1808–1891), Dichter und Gründer der „Prärieblume“, des ersten texanischen Literaturvereins
- Siemering, August (1830–1883), „Vater der texanischen Presse“, Politiker, Schriftsteller, Journalist und Zeitungsverleger
- Spieß, Hermann (* 1818), dritter und letzter Generalkommissar des „Mainzer Adelsvereins“
- Trenckmann, Andreas Friedrich (1809–1883), erster Präsident des „Landwirtschaftlichen Vereins“ in Catspring (Austin County)
- Westphalen, Edgar Freiherr von (1819–1890), Schwager und Freund von Karl Marx
- Zink, Nicolaus (1812–1887), Ingenieur und Offizier, führte im Dezember 1844 den ersten Siedler-Treck nach New Braunfels; nach ihm wurde das Fort Zinkenburg in New Braunfels benannt